# Sinoprotodiplatys
Sinoprotodiplatys – wymarły rodzaj owadów z rzędu skorków, podrzędu Archidermaptera i rodziny Protodiplatyidae.
Rodzaj i gatunek typowy opisane zostały w 2012 roku przez André Nel, Cédrica Arię, Romaina Garrouste’a i Alaina Wallera. Kolejny gatunek opisany został w 2016 roku przez Xinga Changyue, Shih Chungkuna i Ren Donga. Oba gatunki opisano na podstawie pojedynczych skamieniałości znalezionych w formacji Yixian, w miejscowości Huangbanjigou, w chińskiej Liaoningu i pochodzących z przełomu barremu i aptu w dolnej kredzie.
Skorki te miały ciało długości od 10 do 13 mm mierząc bez przysadek. Trójkątna w obrysie głowa była dłuższa niż szersza. Żuwaczki miały dwa zęby wierzchołkowe. Czułki o długości 6–7,5 mm budowało 18 członów. Owalnego kształtu przedplecze miało krawędzie przednią i tylną podobnej długości. Pozbawione żyłek pokrywy (tegminy) miały krawędzie przyszwowe proste lub łukowate. Tylna para skrzydeł miała żyłki i sięgała poza drugi segment odwłoka. Odnóża miały uda z listewkami zwieńczonymi silnymi kolcami oraz pięcioczłonowe stopy. Pokładełko miało 1–1,2 mm długości. Wieloczłonowe, nitkowate przysadki odwłokowe osiągały około 9–10 mm długości.
Do rodzaju należą 2 gatunki:
- Sinoprotodiplatys ellipsoideuata Xing, Shih et Ren, 2016 – opisany na podstawie samca. Holotyp ma ciało długości 13 mm, czułki długości 6 mm oraz przysadki odwłokowe długości około 9 mm. Od następnego różni się przednią krawędzią przedplecza szerszą od tylnej krawędzi głowy, rozwiniętą tarczką, pokrywami sięgającymi do drugiego segmentu odwłoka oraz tylnymi skrzydłami sięgającymi do czwartego segmentu odwłoka[3].
- Sinoprotodiplatys zhangi Nel, Aria, Garrouste & Waller, 2012 – nazwany na cześć Zhanga Junfeng, opisany na podstawie samicy. Holotyp ma ciało długości 12,5 mm, czułki długości 7,5 mm oraz przysadki odwłokowe długości 10 mm[1]. Od poprzedniego różni się przednią krawędzią przedplecza węższą od tylnej krawędzi głowy, brakiem tarczki, pokrywami sięgającymi tylko do zatułowia oraz tylnymi skrzydłami sięgającymi do drugiego segmentu odwłoka[3].